# Louis de Noailles

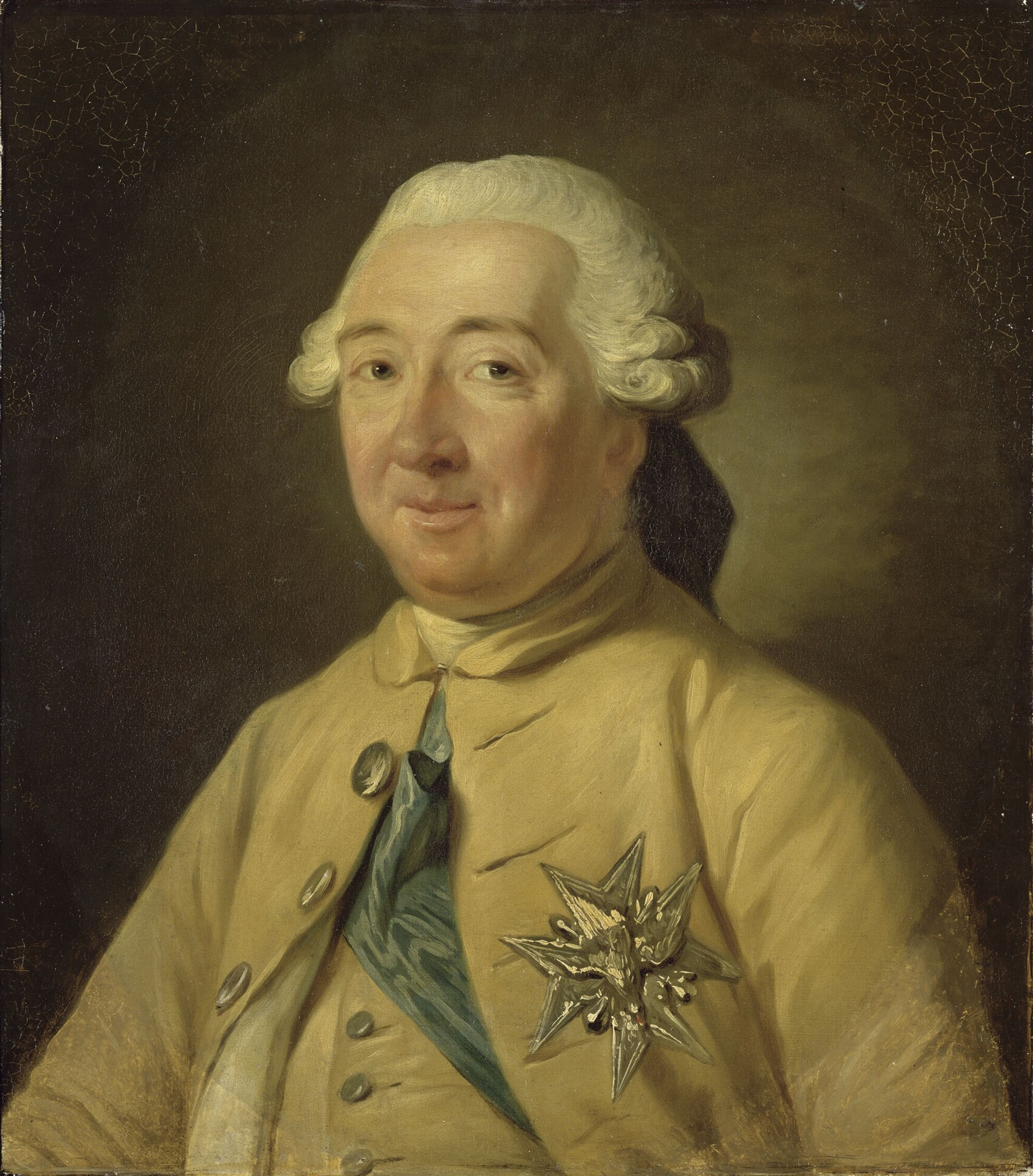
Louis de Noailles.

Louis de Noailles, född den 21 april 1713 i Versailles, död den 22 augusti 1793 i Saint-Germain-en-Laye, var en fransk hertig. Han var son till Adrien Maurice de Noailles samt far till Jean Louis Paul François och Emmanuel Marie Louis de Noailles.
Noailles blev efter deltagande i flera fälttåg i Flandern (under österrikiska tronföljdskriget) och Tyskland (under Sjuåriga kriget) 1775 marskalk av Frankrike (samma dag som brodern Philippe) och stod högt i gunst hos Ludvig XV. Hans änka avrättades 22 juli 1794 under skräckväldets sista dagar jämte en sonhustru och en sondotter.